# Kunio Tsuji
Pour les articles homonymes, voir Tsuji.
Kunio Tsuji (辻 邦生, Tsuji Kunio, 24 septembre 1925 à Tokyo – 29 juillet 1999) est un romancier et universitaire japonais spécialiste de littérature française.
Né à Tokyo, Tsuji fréquente le collège de Matsumoto en compagnie de Morio Kita, puis étudie la littérature française à l'université de Tokyo. Ses études terminées, il devient instructeur à l'université Gakushūin et critique littéraire. Il passe les années 1957-1960 en France, ce qui a une profonde influence sur son développement en tant que romancier. En 1963, il publie son premier ouvrage achevé, Kairō nite (« Dans le couloir »), qui est distingué du prix de la littérature moderne. Certains de ses plus célèbres romans comprennent Azuchi ōkanki (1968, traduit en « The Signore »), gagnant d'une mention du ministère de l'éducation pour les nouveaux artistes; Haikyōsha Yurianusu (« Julien l'apostat », 1972), lauréat d'un prix Mainichi des arts en 1972 et Saigyo kaden (西行花伝, « La Vie de Saigyo » ) pour lequel il reçoit le prix Tanizaki en 1995.
D'une façon générale, les ouvrages de Tsuji sont idéalistes et spirituels. Ils comprennent de nombreux romans historiques dont les protagonistes recherchent le sens de la vie dans des moments de grand changement social.
Tsuji meurt d'un infarctus du myocarde dans un hôpital de Karuizawa, préfecture de Nagano.

## Prix et distinctions
- 1972 Prix Mainichi de la culture pour Haikyōsha Julianus (背教者ユリアヌス)
- 1995 Prix Tanizaki pour Saigyō kaden (西行花伝)

## Liste des œuvres traduites en français
- La Grenouille, dans Les Paons La Grenouille Le Moine-Cigale et dix autres récits (Tome 3 - 1955-1970), nouvelle traduite par le groupe Kirin, Editions Philippe Picquier, 1988 (réédition 1991) ; Anthologie de nouvelles japonaises (Tome III - 1955-1970) - Les Paons La Grenouille Le Moine-Cigale, Picquier poche, 1998.

## Titres (sélection)
- Ikoku kara(異国 から), 1968.
- Azuchi ōkanki(安土 往還記), 1968.
- Shiro, yoru(城 夜), 1969.
- Kita no misaki(北 の 岬), 1970.
- Wakaki hi to bungaku to(若き 日 と 文学 と), 1970.
- Sagano meigetsuki(嵯峨野 明月記), 1971.
- Amakusa no gaka(天草 の 雅歌), 1971.
- Tsuji Kunio shū(辻 邦生 集), 1971.
- Tsuji Kunio sakuhin(辻 邦生 作品), 6 volumes, 1972-73.
- Azuchi ōkan ki(安土 往還 記), 1972.
- Haikyōsha Yurianusu(背教者 ユリアヌス), 1972.
- Ihō ni te(異邦 に て), 1972.
- Poseidon kamensai(ポセイドン 仮面祭), 1973.
- Pari no shuki(パリ の 手記), 5 volumes, 1973-1974.
- Pari futatabi, 1973.
- Shi e no tabi shi kara no tabi, 1974.
- Kita no mori kara, 1974.
- Mommarutoru no nikki(モンマルトル の 日記), 1974.
- Umibe no bochi kara(海辺 の 墓地 から), 1974.
- Aru shōgai no nanatsu no basho, Tokyo : Chūō Kōronsha, 1975-1982.
- Mahiru no umi e no tabi(真昼 の 海 へ の 旅), 1975.
- Saramanka no techō kara(サラマンカ の 手帖 から), 1975.
- Kiri no Santo Mari(霧 の 聖 マリ), Tōkyō : Chūō Kōronsha, 1975.
- Shōsetsu e no joshō(小説 へ の 序章), 1976.
- Natsu no toride(夏 の 砦), 1976.
- Aki no asa hikari no naka de, 1976.
- Kiri no haikyo kara(霧 の 廃墟 から), 1976.
- Waga bungaku no kiseki, 1977.
- Toki no tobira(時 の 扉), 1977.
- Toki no owari e no tabi, 1977.
- Shiro, yoru(城 夜), 1977.
- Haru no taikan(春 の 戴冠), 1977.
- Mishiranu machi ni te(見知らぬ 町 に て), 1977.
- Natsu no umi no iro, 1977.
- Tsuji Kunio zentampen, 1978.
- Raimei no kikoeru gogo(雷鳴 の 聞える 午後), 1979.
- Nadare no kuru hi(雪崩 の くる 日), 1980.
- Kaishōkan, 1980.
- Orību no koeda(橄欖 の 小枝), 1980.
- Mori Arimasa(森 有正), 1980.
- Fūjin no machi kara(   ), 1981.
- Jūni no shōzōga ni yoru jūni no monogatari, Tokyo : Bungei Shunjū, 1981.
- Uki no owari(雨季 の 終わり), Tōkyō : Chūō Kōronsha, 1982.
- Ki no koe umi no koe(樹 の 声 海 の 声), Tokyo : Asahi Shinbunsha, 1982.
- Fuyu no kiri tachite(冬 の 霧 立ちて), Tōkyō : Chūō Kōronsha, 1983.
- Toki no kajitsu (時 の 果実), Tōkyō : Asahi Shinbunsha, 1984.
- Jūni no fūkeiga e no jūni no tabi (十二 の 風景画 へ の 十二 の 旅), Tōkyō : Bungei Shunjū, 1984.
- Tenshitachi ga machi o yuku : sokkyō kigeki (天使たち が 街 を ゆく : 即興 喜劇), Tōkyō : Chūō Kōronsha, 1985.
- Umi (海), Tōkyō : Sakuhinsha, 1987.
- Shi to eien (詩 と 永遠), Tōkyō : Iwanami Shoten, 1988.
- Watakushi no eiga techō (私 の 映画 手帖), Tōkyō : Bungei Shunjū, 1988.
- Eien no shoka ni tachite (氷遠 の 書架 に たちて), Tōkyō : Shinchōsha, 1990.
- Suiren no gogo (睡蓮 の 午後), Tōkyō : Fukutake Shoten, 1990.
- Toki no naka no shōzō (時刻 の なか の 肖像), Tōkyō : Shinchōsha, 1991.
- Bishin to no kyōen no mori de (美神 と の 饗宴 の 森で), Tōkyō : Shinchōsha, 1993.
- Sengo 50-nen o tou : teidan(戦後 50年 を 問う : 鼎談) par Tsuji Kunio, Tsutsumi Seiji, Yasue Ryōsuke; Nagano-shi : Shinano Mainichi Shinbunsha, 1994.
- Saigyō kaden (西行 花伝), Tōkyō : Shinchōsha, 1995.

## Source de la Traduction
- (en) Cet article est partiellement ou en totalité issu de l’article de Wikipédia en anglais intitulé « Kunio Tsuji » (voir la liste des auteurs).